# بوب راينهارد
بوب راينهارد (بالإنجليزية: Bob Reinhard) هو لاعب كرة قدم أمريكية أمريكي، ولد في 17 أكتوبر 1920 في هوليوود في الولايات المتحدة، وتوفي في 2 أغسطس 1996 في سايلم في الولايات المتحدة.

## وصلات خارجية
- بوب راينهارد على موقع مرجع كرة القدم المحترفة.كوم (الإنجليزية)
- بوب راينهارد على موقع JustSportsStats.com (الإنجليزية)